# Ủy ban Trung ương Đảng Cộng sản Trung Quốc khóa V
Ủy ban Trung ương Đảng Cộng sản Trung Quốc khóa V (tiếng Trung: 中国共产党第五届中央委员会) là Ủy ban Trung ương Đảng do Đại hội Đại biểu Toàn quốc Đảng Cộng sản Trung Quốc lần thứ V bầu ra. Ủy ban Chấp hành có nhiệm kỳ từ 5/1927 đến 7/1928.

## Các ban Đảng Trung ương
| Các Ban Đảng Trung ương     | Chức vụ    | Lãnh đạo        | Kiêm nhiệm                             | Nhiệm kỳ       | Ghi chú                                                    |
| --------------------------- | ---------- | --------------- | -------------------------------------- | -------------- | ---------------------------------------------------------- |
| Ban Tổ chức Trung ương      | Trưởng ban | Trương Quốc Đảo | Ủy viên Ủy ban Thường vụ Cục Chính trị | 5/1927-7/1927  |                                                            |
| Ban Tổ chức Trung ương      | Trưởng ban | Lý Duy Hán      | Ủy viên Ủy ban Thường vụ Cục Chính trị | 7/1927-9/1927  |                                                            |
| Ban Tổ chức Trung ương      | Trưởng ban | La Diệc Nông    | Ủy viên Ủy ban Thường vụ Cục Chính trị | 9/1927-11/1927 | Bãi bỏ Ban Tổ chức Trung ương thành Cục Tổ chức Trung ương |
| Cục Tổ chức Trung ương      | Chủ nhiệm  | La Diệc Nông    | Ủy viên Ủy ban Thường vụ Cục Chính trị | 11/1927-1/1928 |                                                            |
| Cục Tổ chức Trung ương      | Chủ nhiệm  | Chu Ân Lai      | Ủy viên Ủy ban Thường vụ Cục Chính trị | 1/1928-7/1928  |                                                            |
| Ban Tuyên truyền Trung ương | Trưởng ban | Thái Hòa Sâm    | Ủy viên Ủy ban Thường vụ Cục Chính trị | 5/1927-8/1927  |                                                            |
| Ban Tuyên truyền Trung ương | Trưởng ban | Cù Thu Bạch     | Ủy viên Ủy ban Thường vụ Cục Chính trị | 8/1927-10/1927 |                                                            |
| Ban Tuyên truyền Trung ương | Trưởng ban | La Ỷ Viên       |                                        | 10/1927-6/1928 |                                                            |
| Ban Tuyên truyền Trung ương | Trưởng ban | Thái Hòa Sâm    | Ủy viên Ủy ban Thường vụ Cục Chính trị | 7/1928         |                                                            |
| Ủy ban Giám sát Trung ương  | Chủ tịch   | Vương Hà Ba     |                                        | 5/1927-7/1928  |                                                            |
| Ủy ban Quân sự Trung ương   | Bí thư     | Chu Ân Lai      | Ủy viên Ủy ban Thường vụ Cục Chính trị | 5/1927-7/1928  |                                                            |

## Hội nghị
| Phiên họp toàn thể                                          | Bắt đầu-Kết thúc | Thời gian | Nội dung chính |
| ----------------------------------------------------------- | ---------------- | --------- | --- |
| Hội nghị Liên tịch Quốc tế Cộng sản và Cục Chính trị        | 12-13/5/1927     | 2 ngày    | Hội nghị tổ chức tại Hán Khẩu. Hội nghị nhằm giải quyết các vấn đề quan hệ Cộng sản Trung Quốc và Quốc Dân Đảng                            |
| Hội nghị Cục Chính trị                                      | 7/6/1927         | 1 ngày    | Hội nghị tổ chức tại Hán Khẩu. Hội nghị giải quyết các vấn đề giữa báo cáo của Quốc tế Cộng sản về tình hình Cách mạng Cộng sản Trung Quốc |
| Hội nghị Cục Chính trị                                      | 15/6/1927        | 1 ngày    | |
| Hội nghị Cục Chính trị                                      | 26/6/1927        | 1 ngày    | |
| Hội nghị Mở rộng Trung ương                                 | 3/7/1927         | 1 ngày    | |
| Hội nghị Ủy ban Thường vụ Cục Chính trị lâm thời Trung ương | 13-26/7/1927     | 14 ngày   | |

## Ủy ban Thường vụ Cục Chính trị
| STT                                                          | Họ tên                                  | Chức vụ Đảng                                                     | Ghi chú                                 |                                         |
| Hội nghị toàn thể lần thứ nhất (5/1927)                      | Hội nghị toàn thể lần thứ nhất (5/1927) | Hội nghị toàn thể lần thứ nhất (5/1927)                          | Hội nghị toàn thể lần thứ nhất (5/1927) | Hội nghị toàn thể lần thứ nhất (5/1927) |
| ------------------------------------------------------------ | --------------------------------------- | ---------------------------------------------------------------- | --------------------------------------- | --------------------------------------- |
| 1                                                            | Trần Độc Tú                             | Tổng Bí thư Trung ương Đảng                                      | Đình chỉ chức vụ tháng 7/1927           |                                         |
| 2                                                            | Trương Quốc Đảo                         | Đại biểu Đoàn đại biểu Quốc tế Cộng sản tại Trung Quốc           |                                         |                                         |
| 3                                                            | Thái Hòa Sâm                            | Trưởng ban Tuyên truyền Trung ương Đảng                          |                                         |                                         |
| Hội nghị mở rộng Cục Chính trị Trung ương (7/1927)           |                                         |                                                                  |                                         |                                         |
| 1                                                            | Trương Quốc Đảo                         | Đại biểu Đoàn đại biểu Quốc tế Cộng sản tại Trung Quốc           |                                         |                                         |
| 2                                                            | Lý Duy Hán                              | Thư ký trưởng Trung ương Đảng Trưởng ban Tổ chức Trung ương Đảng |                                         |                                         |
| 3                                                            | Chu Ân Lai                              | Thư ký trưởng Thư ký xứ Trung ương Đảng                          |                                         |                                         |
| 4                                                            | Lý Lập Tam                              | Ủy viên Khu ủy Thượng Hải                                        |                                         |                                         |
| 5                                                            | Trương Thái Lôi                         | Bí thư Tỉnh ủy Quảng Đông                                        |                                         |                                         |
| Hội nghị thứ nhất Cục Chính trị Trung ương lâm thời (8/1927) |                                         |                                                                  |                                         |                                         |
| 1                                                            | Cù Thu Bạch                             | Quyền Tổng Bí thư Trung ương Đảng                                |                                         |                                         |
| 2                                                            | Lý Duy Hán                              | Thư ký trưởng Trung ương Đảng Trưởng ban Tổ chức Trung ương Đảng |                                         |                                         |
| 3                                                            | Tô Triệu Chinh                          | Chủ tịch Chính phủ Nhân dân Công Nông Quảng Châu                 |                                         |                                         |
| Hội nghị Cục Chính trị mở rộng lâm thời (11/1927)            |                                         |                                                                  |                                         |                                         |
| 1                                                            | Cù Thu Bạch                             | Quyền Tổng Bí thư Trung ương Đảng                                |                                         |                                         |
| 2                                                            | Lý Duy Hán                              | Thư ký trưởng Trung ương Đảng                                    |                                         |                                         |
| 3                                                            | Tô Triệu Chinh                          | Chủ tịch Chính phủ Nhân dân Công Nông Quảng Châu                 |                                         |                                         |
| 4                                                            | Chu Ân Lai                              | Bí thư Ủy ban Tiền địch Đảng Cộng sản Trung Quốc                 |                                         |                                         |
| 5                                                            | La Diệc Nông                            | Trưởng ban Tổ chức Trung ương Đảng                               | Mất tháng 4/1928                        |                                         |

## Cục Chính trị
Hội nghị Toàn thể Trung ương khóa V lần thứ nhất đã bầu các ủy viên sau

### Ủy viên chính thức
- Trần Độc Tú
- Thái Hòa Sâm
- Lý Duy Hán
- Cù Thu Bạch
- Trương Quốc Đảo
- Đàm Bình Sơn
- Lý Lập Tam
- Chu Ân Lai

### Ủy viên dự khuyết
- Tô Triệu Chinh
- Trương Thái Lôi
- Trần Diên Niên

## Ủy viên Trung ương
Ủy ban Trung ương Đảng Cộng sản Trung Quốc khoá V được bầu ra tại Đại hội lần thứ V gồm 47 ủy viên với 33 uỷ viên chính thức và 14 uỷ viên dự khuyết. Ủy viên Trung ương gồm các ủy viên sau:
| Họ tên          | Chức vụ Đảng                | Nhiệm kỳ      | Ghi chú                | Họ tên           | Chức vụ Đảng                                  | Nhiệm kỳ      | Ghi chú |
| --------------- | --------------------------- | ------------- | ---------------------- | ---------------- | --------------------------------------------- | ------------- | ------- |
| Trần Độc Tú     | Tổng Bí thư Trung ương Đảng | 5/1927-7/1928 |                        | Lý Duy Hán       | Trưởng ban Tổ chức Trung ương (7/1927-9/1927) | 5/1927-7/1928 |         |
| Cù Thu Bạch     |                             | 5/1927-7/1928 |                        | Trương Quốc Đảo  |                                               | 5-11/1927     |         |
| Thái Hòa Sâm    |                             | 5/1927-7/1928 |                        | Hướng Trung Phát |                                               | 5/1927-7/1928 |         |
| Lý Lập Tam      |                             | 5/1927-7/1928 |                        | Hạng Anh         |                                               | 5/1927-7/1928 |         |
| Đặng Trung Hạ   |                             | 5/1927-7/1928 |                        | Tô Triệu Chinh   |                                               | 5/1927-7/1928 |         |
| La Diệc Nông    |                             | 5/1927-4/1928 | Bị bắt và thủ tiêu mất | Triệu Thế Viêm   |                                               | 5-7/1927      |         |
| Trương Thái Lôi |                             | 5-12/1927     | Bị ám sát mất          | Trần Diên Niên   |                                               | 5-7/1927      |         |
| Đàm Bình Sơn    |                             | 5-11/1927     |                        | Chu Ân Lai       |                                               | 5/1927-7/1928 |         |
| Lưu Thiếu Kỳ    |                             | 5/1927-7/1928 |                        | Nhậm Bật Thời    |                                               | 5/1927-7/1928 |         |
| Uẩn Đại Anh     |                             | 5/1927-7/1928 |                        | Bành Phái        |                                               | 5/1927-7/1928 |         |
| Hạ Hi           |                             | 5/1927-7/1928 |                        | Hạ Xương         |                                               | 5/1927-7/1928 |         |
| Dịch Lễ Dung    |                             | 5/1927-3/1928 |                        | Bành Thuật Chi   |                                               | 5/1927-4/1928 |         |
| Dương Chi Hoa   |                             | 5/1927-7/1928 | nữ                     | La Chân          |                                               | 5/1927-7/1928 |         |
| La Chương Long  |                             | 5/1927-7/1928 |                        | Lý Địch Sinh     |                                               | 5/1927-7/1928 |         |
| Cố Thuận Chương |                             | 5/1927-7/1928 |                        | Dương Kỳ San     |                                               | 5/1927-7/1928 |         |
| Trần Kiều Niên  |                             | 5/1927-5/1928 |                        | Bành Công Đạt    |                                               | 8-11/1927     |         |
| La Đăng Hiền    |                             | 5-7/1928      |                        |                  |                                               |               |         |

### Ủy viên dự khuyết
| Họ tên         | Chức vụ Đảng | Nhiệm kỳ      | Ghi chú | Họ tên         | Chức vụ Đảng | Nhiệm kỳ      | Ghi chú |
| -------------- | ------------ | ------------- | ------- | -------------- | ------------ | ------------- | ------- |
| Mao Trạch Đông |              | 5/1927-7/1928 |         | Quách Lượng    |              | 5/1927-3/1928 |         |
| Hoàng Bình     |              | 5/1927-7/1928 |         | Ngô Vũ Minh    |              | 5/1927-7/1928 |         |
| Lục Trầm       |              | 5-11/1927     |         | Lưu Bá Trang   |              | 5/1927-6/1928 |         |
| Viên Đạt Thời  |              | 5/1927-6/1928 |         | Mao Khoa Văn   |              | 5/1927-7/1928 |         |
| Trần Đàm Thu   |              | 5/1927-7/1928 |         | Tiết Lục       |              | 5/1927-7/1928 |         |
| Lâm Dục Nam    |              | 5/1927-7/1928 |         | Trang Văn Cung |              | 5/1927-5/1928 |         |
| Lý Chấn Doanh  |              | 5/1927-7/1928 |         | Vương Á Chương |              | 5/1927-7/1928 | nữ      |